# Asterocheres renaudi
Asterocheres renaudi is een eenoogkreeftjessoort uit de familie van de Asterocheridae. De wetenschappelijke naam van de soort is voor het eerst geldig gepubliceerd in 1892 door Canu.